# 5. etape af Giro d'Italia 2019
5. etape af Giro d'Italia 2019 gik fra Frascati til Terracina 15. maj 2019. 
Pascal Ackermann vandt sin anden etapesejr.

## Resultater

### Etaperesultat
| \| Etaperesultat \| Etaperesultat \| Etaperesultat \| Etaperesultat \| Etaperesultat \| \| Rytter \| Rytter \| Hold \| Tid \| \| \| ------------- \| ---------------- \| --------------------------- \| ------------- \| ------------- \| \| 1. \| Pascal Ackermann \| Bora-Hansgrohe \| 3t 15' 44" \| \| \| 2. \| Fernando Gaviria \| UAE Team Emirates \| + 0" \| \| \| 3. \| Arnaud Démare \| Groupama-FDJ \| + 0" \| \| \| 4. \| Caleb Ewan \| Lotto-Soudal \| + 0" \| \| \| 5. \| Matteo Moschetti \| Trek-Segafredo \| + 0" \| \| \| 6. \| Ryan Gibbons \| Dimension Data \| + 0" \| \| \| 7. \| Paolo Simion \| Bardiani CSF \| + 0" \| \| \| 8. \| Jenthe Biermans \| Katusha-Alpecin \| + 0" \| \| \| 9. \| Giovanni Lonardi \| Nippo-Vini Fantini-Faizanè \| + 0" \| \| \| 10. \| Manuel Belletti \| Androni Giocattoli-Sidermec \| + 0" \| \| |                  |                             |            |
| |                  |                             |            |
| Kilde: ProCyclingStats |                  |                             |            |
| Etaperesultat |                  |                             |            |
| Rytter | Rytter           | Hold                        | Tid        |
| 1. | Pascal Ackermann | Bora-Hansgrohe              | 3t 15' 44" |
| 2. | Fernando Gaviria | UAE Team Emirates           | + 0"       |
| 3. | Arnaud Démare    | Groupama-FDJ                | + 0"       |
| 4. | Caleb Ewan       | Lotto-Soudal                | + 0"       |
| 5. | Matteo Moschetti | Trek-Segafredo              | + 0"       |
| 6. | Ryan Gibbons     | Dimension Data              | + 0"       |
| 7. | Paolo Simion     | Bardiani CSF                | + 0"       |
| 8. | Jenthe Biermans  | Katusha-Alpecin             | + 0"       |
| 9. | Giovanni Lonardi | Nippo-Vini Fantini-Faizanè  | + 0"       |
| 10. | Manuel Belletti  | Androni Giocattoli-Sidermec | + 0"       |

## Klassementerne efter etapen

### Samlede stilling
| \| Samlede stilling \| Samlede stilling \| Samlede stilling \| Samlede stilling \| Samlede stilling \| \| Rytter \| Rytter \| Hold \| Tid \| \| \| ---------------- \| ------------------ \| --------------------- \| ---------------- \| ---------------- \| \| 1. \| Primož Roglič \| Team Jumbo-Visma \| 19t 35' 04" \| \| \| 2. \| Simon Yates \| Mitchelton-Scott \| + 35" \| \| \| 3. \| Vincenzo Nibali \| Bahrain-Merida \| + 39" \| \| \| 4. \| Miguel Ángel López \| Astana \| + 44" \| \| \| 5. \| Diego Ulissi \| UAE Team Emirates \| + 44" \| \| \| 6. \| Rafał Majka \| Bora-Hansgrohe \| + 49" \| \| \| 7. \| Bauke Mollema \| Trek-Segafredo \| + 55" \| \| \| 8. \| Damiano Caruso \| Bahrain-Merida \| + 56" \| \| \| 9. \| Bob Jungels \| Deceuninck-Quick Step \| + 1' 02" \| \| \| 10. \| Davide Formolo \| Bora-Hansgrohe \| + 1' 06" \| \| |                    |                       |             |
| |                    |                       |             |
| Kilde: ProCyclingStats |                    |                       |             |
| Samlede stilling |                    |                       |             |
| Rytter | Rytter             | Hold                  | Tid         |
| 1. | Primož Roglič      | Team Jumbo-Visma      | 19t 35' 04" |
| 2. | Simon Yates        | Mitchelton-Scott      | + 35"       |
| 3. | Vincenzo Nibali    | Bahrain-Merida        | + 39"       |
| 4. | Miguel Ángel López | Astana                | + 44"       |
| 5. | Diego Ulissi       | UAE Team Emirates     | + 44"       |
| 6. | Rafał Majka        | Bora-Hansgrohe        | + 49"       |
| 7. | Bauke Mollema      | Trek-Segafredo        | + 55"       |
| 8. | Damiano Caruso     | Bahrain-Merida        | + 56"       |
| 9. | Bob Jungels        | Deceuninck-Quick Step | + 1' 02"    |
| 10. | Davide Formolo     | Bora-Hansgrohe        | + 1' 06"    |

| Pointkonkurrence | Pointkonkurrence   | Pointkonkurrence  | Pointkonkurrence | Pointkonkurrence |
| Rytter           | Rytter             | Hold              | Point            |                  |
| ---------------- | ------------------ | ----------------- | ---------------- | ---------------- |
| 1.               | Pascal Ackermann   | Bora-Hansgrohe    | 121 point        |                  |
| 2.               | Fernando Gaviria   | UAE Team Emirates | 93 point         |                  |
| 3.               | Arnaud Démare      | Groupama-FDJ      | 86 point         |                  |
| 4.               | Caleb Ewan         | Lotto-Soudal      | 66 point         |                  |
| 5.               | Richard Carapaz    | Movistar Team     | 50 point         |                  |
| 6.               | Matteo Moschetti   | Trek-Segafredo    | 32 point         |                  |
| 7.               | Primož Roglič      | Team Jumbo-Visma  | 27 point         |                  |
| 8.               | Diego Ulissi       | UAE Team Emirates | 25 point         |                  |
| 9.               | Simon Yates        | Mitchelton-Scott  | 23 point         |                  |
| 10.              | Miguel Ángel López | Astana            | 21 point         |                  |

| Pointkonkurrence | Pointkonkurrence   | Pointkonkurrence  | Pointkonkurrence | Pointkonkurrence |
| Rytter           | Rytter             | Hold              | Point            |                  |
| ---------------- | ------------------ | ----------------- | ---------------- | ---------------- |
| 1.               | Pascal Ackermann   | Bora-Hansgrohe    | 121 point        |                  |
| 2.               | Fernando Gaviria   | UAE Team Emirates | 93 point         |                  |
| 3.               | Arnaud Démare      | Groupama-FDJ      | 86 point         |                  |
| 4.               | Caleb Ewan         | Lotto-Soudal      | 66 point         |                  |
| 5.               | Richard Carapaz    | Movistar Team     | 50 point         |                  |
| 6.               | Matteo Moschetti   | Trek-Segafredo    | 32 point         |                  |
| 7.               | Primož Roglič      | Team Jumbo-Visma  | 27 point         |                  |
| 8.               | Diego Ulissi       | UAE Team Emirates | 25 point         |                  |
| 9.               | Simon Yates        | Mitchelton-Scott  | 23 point         |                  |
| 10.              | Miguel Ángel López | Astana            | 21 point         |                  |

| Bjergkonkurrence | Bjergkonkurrence | Bjergkonkurrence            | Bjergkonkurrence | Bjergkonkurrence |
| Rytter           | Rytter           | Hold                        | Point            |                  |
| ---------------- | ---------------- | --------------------------- | ---------------- | ---------------- |
| 1.               | Giulio Ciccone   | Trek-Segafredo              | 24 point         |                  |
| 2.               | François Bidard  | AG2R La Mondiale            | 6 point          |                  |
| 3.               | Marco Frapporti  | Androni Giocattoli-Sidermec | 4 point          |                  |
| 4.               | Primož Roglič    | Team Jumbo-Visma            | 4 point          |                  |
| 5.               | Louis Vervaeke   | Team Sunweb                 | 3 point          |                  |
| 6.               | Łukasz Owsian    | CCC Team                    | 3 point          |                  |
| 7.               | Simon Yates      | Mitchelton-Scott            | 2 point          |                  |
| 8.               | Ivan Santaromita | Nippo-Vini Fantini-Faizanè  | 2 point          |                  |
| 9.               | Mirco Maestri    | Bardiani CSF                | 2 point          |                  |
| 10.              | Rafał Majka      | Bora-Hansgrohe              | 1 point          |                  |

| Bjergkonkurrence | Bjergkonkurrence | Bjergkonkurrence            | Bjergkonkurrence | Bjergkonkurrence |
| Rytter           | Rytter           | Hold                        | Point            |                  |
| ---------------- | ---------------- | --------------------------- | ---------------- | ---------------- |
| 1.               | Giulio Ciccone   | Trek-Segafredo              | 24 point         |                  |
| 2.               | François Bidard  | AG2R La Mondiale            | 6 point          |                  |
| 3.               | Marco Frapporti  | Androni Giocattoli-Sidermec | 4 point          |                  |
| 4.               | Primož Roglič    | Team Jumbo-Visma            | 4 point          |                  |
| 5.               | Louis Vervaeke   | Team Sunweb                 | 3 point          |                  |
| 6.               | Łukasz Owsian    | CCC Team                    | 3 point          |                  |
| 7.               | Simon Yates      | Mitchelton-Scott            | 2 point          |                  |
| 8.               | Ivan Santaromita | Nippo-Vini Fantini-Faizanè  | 2 point          |                  |
| 9.               | Mirco Maestri    | Bardiani CSF                | 2 point          |                  |
| 10.              | Rafał Majka      | Bora-Hansgrohe              | 1 point          |                  |

| Ungdomskonkurrence | Ungdomskonkurrence | Ungdomskonkurrence | Ungdomskonkurrence | Ungdomskonkurrence |
| Rytter             | Rytter             | Hold               | Tid                |                    |
| ------------------ | ------------------ | ------------------ | ------------------ | ------------------ |
| 1.                 | Miguel Ángel López | Astana             | 19t 35' 48"        |                    |
| 2.                 | Hugh Carthy        | EF Education First | + 32"              |                    |
| 3.                 | Pavel Sivakov      | Team Ineos         | + 40"              |                    |
| 4.                 | Pascal Ackermann   | Bora-Hansgrohe     | + 53"              |                    |
| 5.                 | Tao Geoghegan Hart | Team Ineos         | + 1' 35"           |                    |
| 6.                 | Caleb Ewan         | Lotto-Soudal       | + 1' 42"           |                    |
| 7.                 | Giovanni Carboni   | Bardiani CSF       | + 2' 09"           |                    |
| 8.                 | Ben O'Connor       | Dimension Data     | + 2' 15"           |                    |
| 9.                 | Nans Peters        | AG2R La Mondiale   | + 2' 23"           |                    |
| 10.                | Valentin Madouas   | Groupama-FDJ       | + 2' 36"           |                    |

| Ungdomskonkurrence | Ungdomskonkurrence | Ungdomskonkurrence | Ungdomskonkurrence | Ungdomskonkurrence |
| Rytter             | Rytter             | Hold               | Tid                |                    |
| ------------------ | ------------------ | ------------------ | ------------------ | ------------------ |
| 1.                 | Miguel Ángel López | Astana             | 19t 35' 48"        |                    |
| 2.                 | Hugh Carthy        | EF Education First | + 32"              |                    |
| 3.                 | Pavel Sivakov      | Team Ineos         | + 40"              |                    |
| 4.                 | Pascal Ackermann   | Bora-Hansgrohe     | + 53"              |                    |
| 5.                 | Tao Geoghegan Hart | Team Ineos         | + 1' 35"           |                    |
| 6.                 | Caleb Ewan         | Lotto-Soudal       | + 1' 42"           |                    |
| 7.                 | Giovanni Carboni   | Bardiani CSF       | + 2' 09"           |                    |
| 8.                 | Ben O'Connor       | Dimension Data     | + 2' 15"           |                    |
| 9.                 | Nans Peters        | AG2R La Mondiale   | + 2' 23"           |                    |
| 10.                | Valentin Madouas   | Groupama-FDJ       | + 2' 36"           |                    |

| Holdkonkurrence | Holdkonkurrence             | Holdkonkurrence | Holdkonkurrence |
| Hold            | Hold                        | Tid             |                 |
| --------------- | --------------------------- | --------------- | --------------- |
| 1.              | Bora-hansgrohe              | 58t 48' 06"     |                 |
| 2.              | Mitchelton-Scott            | + 29"           |                 |
| 3.              | UAE Team Emirates           | + 36"           |                 |
| 4.              | Astana                      | + 47"           |                 |
| 5.              | Deceuninck-Quick Step       | + 1' 26"        |                 |
| 6.              | EF Education First          | + 2' 09"        |                 |
| 7.              | Bahrain-Merida              | + 2' 19"        |                 |
| 8.              | Movistar Team               | + 2' 52"        |                 |
| 9.              | AG2R La Mondiale            | + 3' 13"        |                 |
| 10.             | Androni Giocattoli-Sidermec | + 3' 52"        |                 |

| Holdkonkurrence | Holdkonkurrence             | Holdkonkurrence | Holdkonkurrence |
| Hold            | Hold                        | Tid             |                 |
| --------------- | --------------------------- | --------------- | --------------- |
| 1.              | Bora-hansgrohe              | 58t 48' 06"     |                 |
| 2.              | Mitchelton-Scott            | + 29"           |                 |
| 3.              | UAE Team Emirates           | + 36"           |                 |
| 4.              | Astana                      | + 47"           |                 |
| 5.              | Deceuninck-Quick Step       | + 1' 26"        |                 |
| 6.              | EF Education First          | + 2' 09"        |                 |
| 7.              | Bahrain-Merida              | + 2' 19"        |                 |
| 8.              | Movistar Team               | + 2' 52"        |                 |
| 9.              | AG2R La Mondiale            | + 3' 13"        |                 |
| 10.             | Androni Giocattoli-Sidermec | + 3' 52"        |                 |